# Myospila squalens
Myospila squalens este o specie de muște din genul Myospila, familia Muscidae. A fost descrisă pentru prima dată de Walker în anul 1859. Conform Catalogue of Life specia Myospila squalens nu are subspecii cunoscute.